# Herredsting
Herredsfogeden udgjorde lokalsamfundets myndighed og var både politimester og dommer ved herredstinget. Under sig havde han nogle retsbetjente, der udgjorde den daglige myndighed.

## Herredstingets stilling
Om herredets rolle som retsenhed udtaltes i 1656:
"Et Herred kaldis et Landskab eller Egn aff 6, 8, 10, 12 eller flere Kircke Sogne, hvilcket Herred hafver sit eget Ting, Ting-Foget oc Ting-Skriffver, som samme Egns Indbyggere, om alle mellemfallende Treffer, ved Sentens adskiller; Saa velsom alle groffve Forseelser deris billig Straff effter Lowen tildømmer, hvor paa der oc Execution følger: med mindre slig Dom for Landsdommer (efftersom hvert Land sin Landsdommer er tilordnet) indsteffnis: oc hvad hand da kiender for ret, kand aff ingen underdømmis, uden aff Kongl. Mayt. oc Danmarckis Rigis Raad, til allmindelige Herredage, som er dette Rigis endelige oc høyeste Ret."
Med andre ord: herredstinget stod under et landsting (henholdsvis i Viborg, Odense, Ringsted og Lund), der atter stod under Kongens Retterting eller herredagen.
Kongens repræsentant, herredsfogeden, var øverste dommer ved herredstinget. Foruden herredsfogden indgik 12 eller 8 tingmænd (tingsvidner eller tinghørere, også kaldet stokkemænd) udpeget blandt bønder i herredets landsbyer, i den domsmyndighed, der afsagde dommene. Dommen afsagdes af herredsfogden, mens tingsvidnerne dels kunne virke som meddomsmænd, dels – og fortrinsvis – skulle bevidne, at retssagen og domsafsigelsen var sket efter loven.

## Indretning
I Eriks Sjællandske Lov fra omkring 1241 hedder det i kapitel 48 Om lovligt ting:
"Det skal man også vide, at der kræves tre betingelser for et ting: stedet, tiden og folket. Det sted er det rette, som kongen har fastsat, og alle, der er i herredet, har givet deres samtykke til; det må heller ikke flyttes et andet sted hen uden med alle herredsmændenes vilje og uden kongens samtykke. Tiden er deres lovlige tingdag, som de har haft fra Arilds tid, og den dag skal det holdes fra midt om morgenen og må ikke holdes længere end til midaften."
Det var oprindeligt et krav, at herredstingene blev afholdt under åben himmel på fri mark, men i løbet af 1600-tallet begyndte man at opføre tinghuse, og da altid uden for landsbyerne.
Tingstedet kunne flyttes, men ikke tingdagen: hvert tingsted havde en bestemt ugedag, hvor tinget skulle finde sted, og denne blev der holdt fast ved uanset alle omskiftelser.
Tingstedet bestod af fire sten, hvorpå var lagt bjælker eller planker (kaldet tingstokke) at sidde på for herredsfoged og stokkemænd således, at de udgjorde et lukket kvadrat. I midten var sat yderligere en sten (kaldet Tyvestenen) beregnet som siddeplads for den anklagede. Som regel lå en galgebakke i nærheden.

## Tingbøger
Obligatoriske tingbøger blev indført ved lov i 1551. Tingbogen blev først af en tingskriver. Den ældste bevarede herredstingbog er den fra Børglum herred i Vendsyssel og er fra 1576.

## Eksempler
- Mors Nørre Herredsting